# Tanychaeta neanthes
Tanychaeta neanthes är en fjärilsart som beskrevs av Turner 1933. Tanychaeta neanthes ingår i släktet Tanychaeta och familjen vecklare. Inga underarter finns listade i Catalogue of Life.